# Liste der Kulturdenkmale in Zwickau

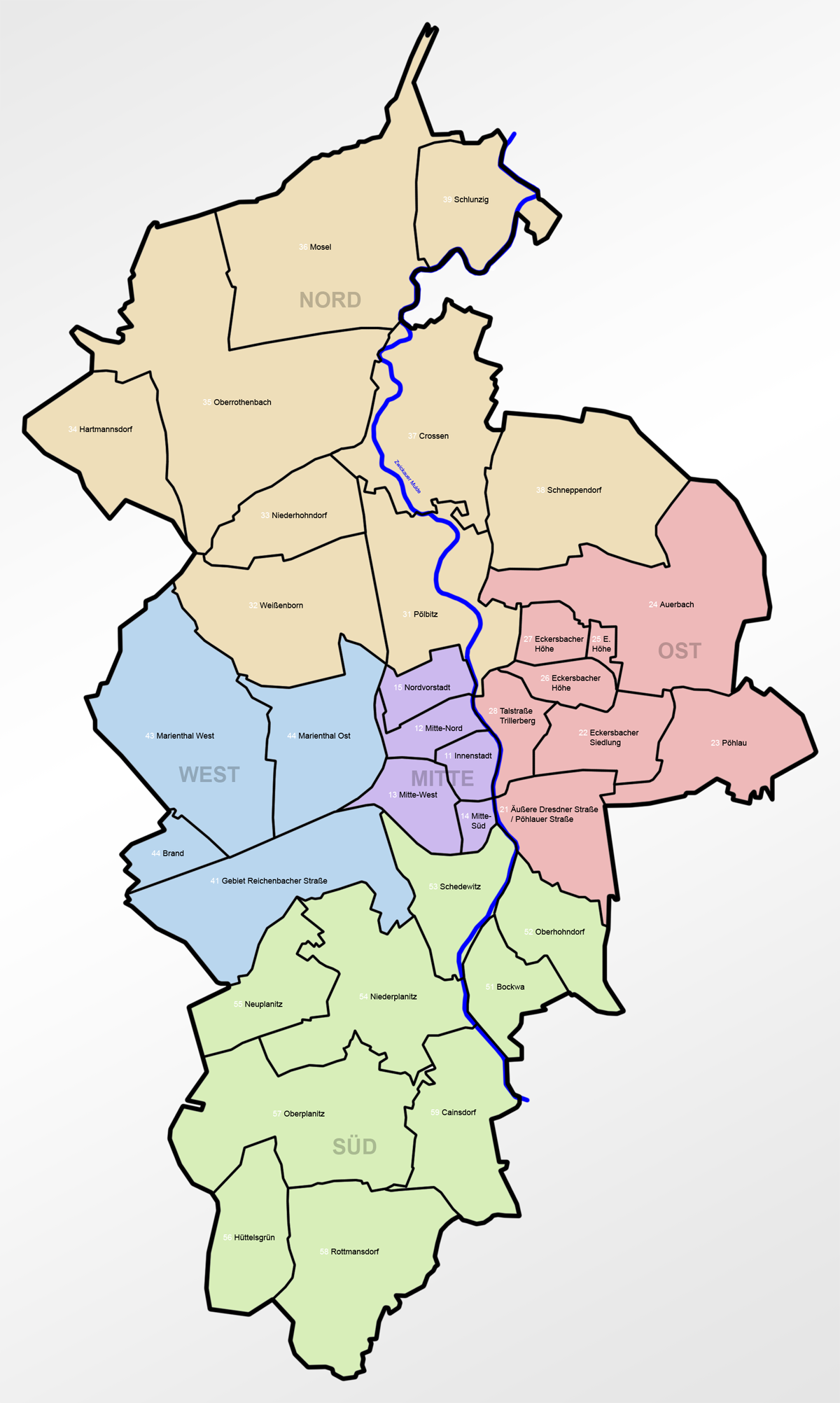
Stadtbezirke und Stadtteile

Die Liste der Kulturdenkmale in Zwickau fasst die Teile der Kulturdenkmalliste der sächsischen Stadt Zwickau zusammen.
- Liste der Kulturdenkmale in Auerbach (Zwickau)
- Liste der Kulturdenkmale in Bockwa
- Liste der Kulturdenkmale in Brand (Zwickau)
- Liste der Kulturdenkmale in Cainsdorf
- Liste der Kulturdenkmale in Crossen (Zwickau)
- Liste der Kulturdenkmale in Eckersbach (Zwickau)
- Liste der Kulturdenkmale im Gebiet Äußere Dresdner / Pöhlauer Straße
- Liste der Kulturdenkmale im Gebiet Talstraße / Trillerberg
- Liste der Kulturdenkmale im Gebiet Reichenbacher Straße / Freiheitssiedlung
- Liste der Kulturdenkmale in Hartmannsdorf (Zwickau)
- Liste der Kulturdenkmale in der Innenstadt (Zwickau)
- Liste der Kulturdenkmale in Marienthal Ost
- Liste der Kulturdenkmale in Marienthal West
- Liste der Kulturdenkmale in Mitte-Nord
- Liste der Kulturdenkmale in Mitte-West
- Liste der Kulturdenkmale in Mitte-Süd
- Liste der Kulturdenkmale in  Mosel (Zwickau)
- Liste der Kulturdenkmale in Neuplanitz
- Liste der Kulturdenkmale in Niederhohndorf
- Liste der Kulturdenkmale in Niederplanitz
- Liste der Kulturdenkmale in der Nordvorstadt (Zwickau)
- Liste der Kulturdenkmale in Oberhohndorf
- Liste der Kulturdenkmale in Oberplanitz
- Liste der Kulturdenkmale in Oberrothenbach
- Liste der Kulturdenkmale in Pöhlau
- Liste der Kulturdenkmale in Pölbitz
- Liste der Kulturdenkmale in Rottmannsdorf
- Liste der Kulturdenkmale in Schedewitz/Geinitzsiedlung
- Liste der Kulturdenkmale in Schneppendorf
- Liste der Kulturdenkmale in Schlunzig
- Liste der Kulturdenkmale in Weißenborn (Zwickau)